# Regeringen Hansson IV
Regeringen Hansson IV var Sveriges regering från det den tillträdde den 31 juli 1945 tills den avgick när statsministern Per Albin Hansson plötsligt avled den 6 oktober 1946.
Efter att andra världskriget hade upphört i Europa ansåg många politiska bedömare i Sverige att det inte längre fanns ett behov av någon samlingsregering. Under sommaren avgick därför denna och ersattes av en helt socialdemokratisk regering.
Ett tidigt beslut var det i frågan om Baltutlämningen, den händelse efter andra världskrigets slut 1945, då Sovjetunionen, med stöd av de västallierade , begärde att Sverige skulle lämna ut 167 baltiska soldater som stridit på axelmakternas sida mot Sovjetunionen. Regeringen Hansson IV genomdrev beslutet trots att Sovjetunionen aldrig på allvar krävt en utlämning, och trots att den visste att hårda straff väntade i hemländerna.

## Statsråd
| Statsminister                           |  | Per Albin Hansson     | 31 juli 1945 | 6 oktober 1946 | Socialdemokraterna |
| Justitieminister                        |  | Herman Zetterberg     | 31 juli 1945 | 6 oktober 1946 | Socialdemokraterna |
| Utrikesminister                         |  | Östen Undén           | 31 juli 1945 | 6 oktober 1946 | Socialdemokraterna |
| Försvarsminister                        |  | Allan Vougt           | 31 juli 1945 | 6 oktober 1946 | Socialdemokraterna |
| Socialminister                          |  | Gustav Möller         | 31 juli 1945 | 6 oktober 1946 | Socialdemokraterna |
| Kommunikationsminister                  |  | Torsten Nilsson       | 31 juli 1945 | 6 oktober 1946 | Socialdemokraterna |
| Finansminister                          |  | Ernst Wigforss        | 31 juli 1945 | 6 oktober 1946 | Socialdemokraterna |
| Ecklesiastikminister                    |  | Tage Erlander         | 31 juli 1945 | 6 oktober 1946 | Socialdemokraterna |
| Jordbruksminister                       |  | Per Edvin Sköld       | 31 juli 1945 | 6 oktober 1946 | Socialdemokraterna |
| Handelsminister                         |  | Gunnar Myrdal         | 31 juli 1945 | 6 oktober 1946 | Socialdemokraterna |
| Folkhushållningsminister                |  | Axel Gjöres           | 31 juli 1945 | 6 oktober 1946 | Socialdemokraterna |
| Konsultativa statsråd                   |  |                       |              |                |                    |
| Juristkonsult                           |  | Gunnar Danielson      | 31 juli 1945 | 6 oktober 1946 | Partilös           |
| Juristkonsult                           |  | Nils Quensel          | 31 juli 1945 | 6 oktober 1946 | Partilös           |
| Civilförsvars- och bitr. socialminister |  | Eije Mossberg         | 31 juli 1945 | 6 oktober 1946 | Socialdemokraterna |
| Bitr. jordbruksminister                 |  | Gunnar Sträng         | 31 juli 1945 | 6 oktober 1946 | Socialdemokraterna |
| Bränsleminister                         |  | John Ericsson i Kinna | 31 juli 1945 | 6 oktober 1946 | Socialdemokraterna |